# Eritrichium nanum
L'eritrichio nano (Eritrichium nanum (L.) Gaudin, 1828) è una pianta della famiglia delle Boraginacee.

## Descrizione
È una pianta perenne che presenta un aspetto a cuscinetto dovuto ai lunghi peli che la ricoprono abbondantemente.
Le foglie sono lunghe al massimo 1 centimetro e sono fittamente embricate fra loro. In estate la pianta emette gli scapi fioriferi, muniti di foglie alterne. Ogni scapo sorregge un racemo di fiori bratteati. La corolla è costituita da un breve tubo nascosto dal calice. I fiori sono azzurro intenso.

## Biologia
L'eritrichio nano è una tipica pianta pioniera, in grado di vivere in fessure di rocce acide o su detriti, purché privi di calcare.

## Distribuzione e habitat
Questa specie è presente sulle Alpi e sui Carpazi.